# Савршено убиство
Савршено убиство (енгл. A Perfect Murder) је филмски трилер из 1998. који је режирао Ендру Дејвис, а сценариста је Патрик Смит Кели. У главним улогама су Мајкл Даглас, Гвинет Палтроу и Виго Мортенсен.
Реч је о римејку филма Алфреда Хичкока из 1954. Позови М ради убиства, док су имена ликова промењена и велики део радње је промењен, и измењен је у односу на првобитни изглед. Заснован на истоименој драми Фредерика Нота, сценарио је адаптација Патрика Смита Келија.
Стивен открива да његова супруга Емили, мултимилионерка, има аферу са Дејвидом, уметником који се бори за своје име. Стивен планира убиство своје жене са Дејвидом, само да би се даље запетљао у завери.

## Радња
Емили Тејлор се потајно заљубљује у неког другог од свог моћног и успешног мужа милионера, који је такође дупло старији од ње. Њен изабраник је сиромашни уметник Дејвид Шо, и све им иде одлично. Али Стивен Тејлор, њен муж, је веома паметан и сазнаје о Емилиним авантурама.
Није Стивеново правило да изазива бес. Прво, он сазнаје ко је тај Давид. Испоставило се да је младић већ био умешан у брачне преваре, а полиција има досије о њему. Затим Стивен нуди Дејвиду 500.000 долара за убиство Емили (100.000 одмах, 400 након злочина).
Уметник се испоставља као практична особа и одлучује да је игра вредна свеће. Стефан је све припремио и нацртао план до последњег детаља. Дејвид је требало да уђе кроз црни улаз који би Стивен претходно отворио, да узме Емилин кључ, који би Тејлор откачила са њеног привеска и оставила на цеви да уђе у кућу без провале. Дејвид тада мора да сачека да Стивен назове кући како би Емили могла да дође да подигне слушалицу. У овом тренутку, уметник мора да убије Емили тупим предметом, тако да све изгледа као да је лопов ушао у кућу, неочекивано видео домаћицу и уклонио непотребног сведока. Стивен ће у овом тренутку бити у клубу, што ће себи обезбедити алиби.
Следећи дан долази. Стивен иде у клуб да игра покер увече, Емили се купа. У ово време у кућу улази „лопов”. Телефон зазвони, Емили приђе њему и убица насрне на њу. Следи борба, услед чега Стивенова жена убија нападача. Долази човек, прилази телу, вади кључ из џепа и враћа га на Емилин привезак за кључеве. Полиција долази и врши увиђај. Полицајац скида маску са лица нападача и испоставља се да то није Давид, већ сасвим друга особа.
Емили покушава да отвори врата кључем који јој је Давид прикачио, али ништа не успева. Сумњичави према свом мужу, она одлучује да тестира своју идеју. Она одлази у полицију, где сазнаје идентитет и адресу нападача. Након што је убацила кључ у врата његовог стана и сазнала да кључ одговара, уверена је у своју претпоставку. Касније ће сазнати зашто је Стивен желео да је убије. Његова компанија је у финансијској кризи, а у случају Емилине смрти, сав њен новац ће наследити њен супруг.
У међувремену, Дејвид уцењује Стивена показујући му аудио снимак разговора о убиству и захтева остатак награде од Тејлора. Стивен прихвата услове уметника и сазнаје да ће Давид напустити град. Након што се упознао, Тејлор даје уметнику новац. Давид улази у воз којим је хтео да оде, али изненада Стивен улази у његов купе, убија уметника и узима му новац. Пре смрти, Дејвид успева да каже да је Тејлор „изгубио”, јер је уметник послао копију ове плоче Емили.
Стивен полако жури кући и са олакшањем открива коверту у којој се налази касета. Оно што још не зна је да је Емили већ преслушала траку. Међутим, она убрзо и сама о томе говори свом мужу, а онда Стивен покушава да је нападне, али га Емили убија сопственим пиштољем. Филм се завршава тако што се Емилини поступци квалификују као „присилна самоодбрана”.

## Улоге
| Глумац          | Улога                 |
| --------------- | --------------------- |
| Мајкл Даглас    | Стивен Тејлор         |
| Гвинет Палтроу  | Емили Брадфорд Тејлор |
| Виго Мортенсен  | Дејвид Шоу            |
| Дејвид Суше     | Мухамед Караман       |
| Сарита Чаудри   | Ракел Мартинез        |
| Мајкл П. Морган | Боби Фејн             |
| Новела Нелсон   | амбасадорка Алис Вилс |
| Констанс Тауерс | Сандра Брадфорд       |

## Зарада
Филм је у САД зарадио 67.629.105 долара.
- Зарада у иностранству - 60.400.000 долара
- Зарада у свету - 128.038.368 долара[1]

## Локације снимања
- Њујорк (САД)
- Њу Џерзи (САД)